# Herfølge Boldklub
L'Herfølge Boldklub è una squadra di calcio di Herfølge, in Danimarca.

## Storia
Fondata nel 1921, la squadra ha vinto una stagione del campionato danese. La Herfølge Stadion, che ospita le partite interne, ha una capienza di 8.500 spettatori.

## Palmarès

### Competizioni nazionali
- Campionati danesi: 1

1999-2000
- 1. Division: 3

1994-1995, 2002-2003, 2008-2009

### Altri piazzamenti
- Supercoppa di Danimarca:

Finalista: 2000

## Organico

### Rose delle stagioni precedenti
- stagione 2008-2009